# 向之原駅
向之原駅（むかいのはるえき）は、大分県由布市挾間町向原にある、九州旅客鉄道（JR九州）久大本線の駅である。

## 歴史
- 1915年（大正4年）10月30日：大湯鉄道の大分市駅（大分駅北東に隣接）- 小野屋駅間の開通に伴い、開業[3]。読み方は「むかいのはら」[4]。
- 1922年（大正11年）12月1日：大湯鉄道が国有化され、鉄道省（国有鉄道）の駅となる[3]。読み方を「むかいのはる」に変更[4]。
- 1971年（昭和46年）2月20日：貨物の取り扱いを廃止[5]。
- 1984年（昭和59年）2月1日：荷物扱い廃止[5]。
- 1987年（昭和62年）4月1日：国鉄分割民営化により九州旅客鉄道が継承[6]。
- 2002年（平成14年）8月14日：駅舎改築[7]。
- 2003年（平成15年）3月16日：公衆トイレおよび駅前広場の再整備完了[8]。
- 2012年（平成24年）7月21日 - 8月27日：九州北部豪雨の影響により、特急ゆふいんの森が臨時特急として停車をする[9]。
- 2012年（平成24年）12月1日：ICカードSUGOCAの利用を開始[10]。
- 2015年（平成27年）3月14日：大分駅からの当駅止まりの最終列車が庄内駅まで延長される。
- 2020年（令和2年）
  - 7月8日：令和2年7月豪雨の影響で、当駅を含む庄内駅 - 大分駅間で不通となる[11]。
  - 7月9日：当駅 - 大分駅間で運転再開[12]。
  - 8月29日：当駅 - 庄内駅間で運転再開[13]。
- 2023年（令和5年）10月1日：JR九州サービスサポートによる業務委託駅から[14]九州旅客鉄道本体による直営駅へと変更される[15]。

## 駅構造
相対式ホーム2面2線を有する地上駅。互いのホームは跨線橋で連絡している。旧駅舎は築74年で老朽化が進んでいたため取り壊され、2002年（平成14年）に旧駅舎をイメージした鉄骨平屋建ての新駅舎（約60 m2）に建て替えられた。発車メロディとして、「挾間の里唄」を採用していたが、現在は発車メロディは使用されていない。
大分方面からの列車折り返しの設備があり、当駅で1/3程度の列車が大分方面に折り返す。大分方面へは1時間に2 - 3本程度、由布院方面には1時間に1本程度（時間帯により2時間近く開く場合あり）の普通列車がある。
特急ゆふが停車するが、特急ゆふいんの森および、その代走の特急ゆふ73号・74号は当駅を通過する。なお、2012年の九州北部豪雨の際に、特急ゆふいんの森が別府・大分 - 日田間の臨時特急となった際には向之原駅に停車していた。
JR九州本体駅業務を受託する直営駅であり、きっぷうりばが設置されている。
ICカードSUGOCAは出入場とチャージのみ対応。SUGOCAは当駅より由布院方面では善導寺駅までは対象外となっているが、途中下車しない限り、福岡・佐賀・大分・熊本エリアへは特例として利用することができる。

### のりば
| のりば | 路線      | 方向 | 行先                     |
| ------ | --------- | ---- | ------------------------ |
| 1･2    | ■久大本線 | 上り | 由布院・日田・久留米方面 |
| 1･2    | ■久大本線 | 下り | 賀来・大分方面           |

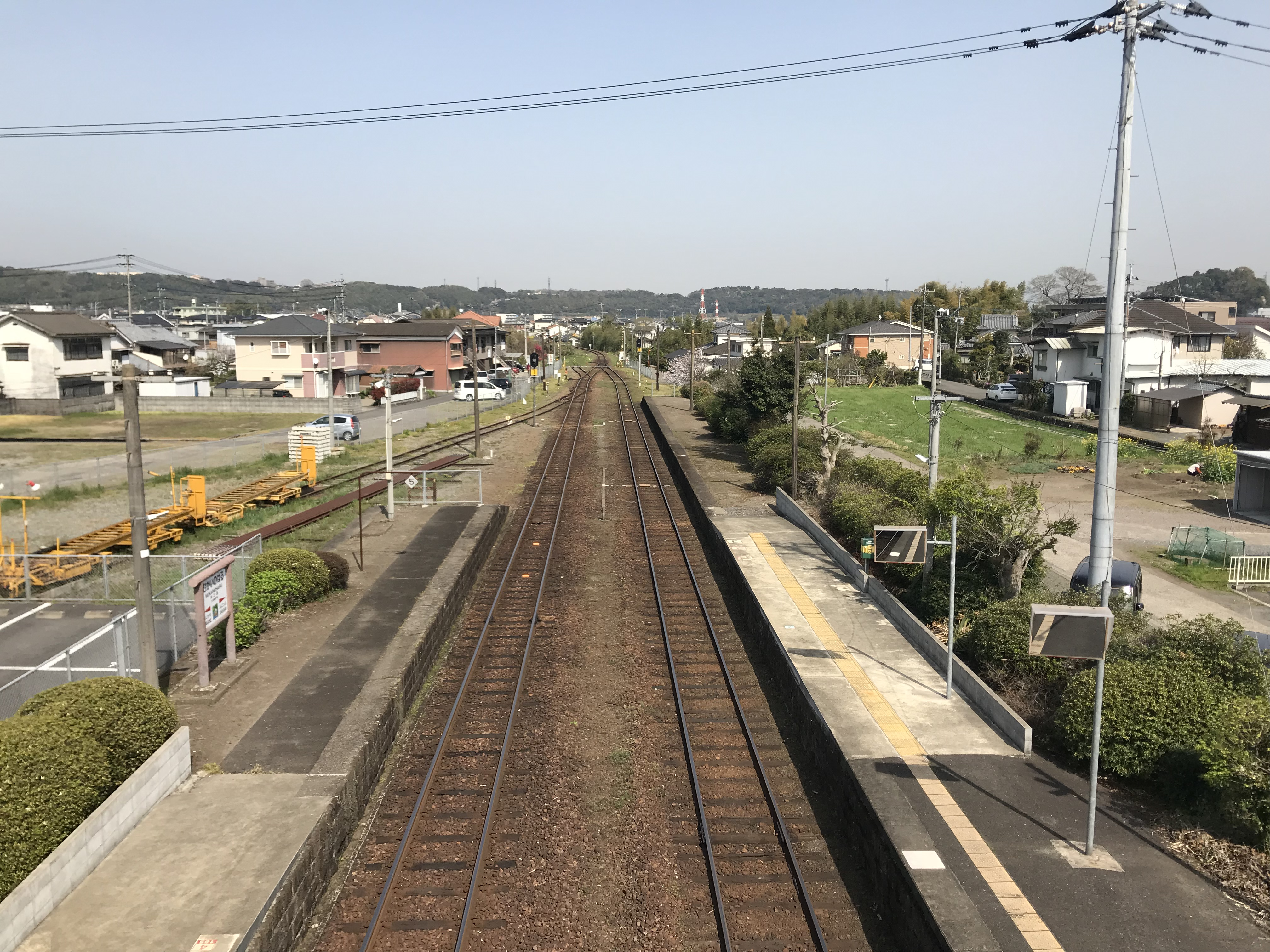
ホーム（2018年3月、跨線橋より）
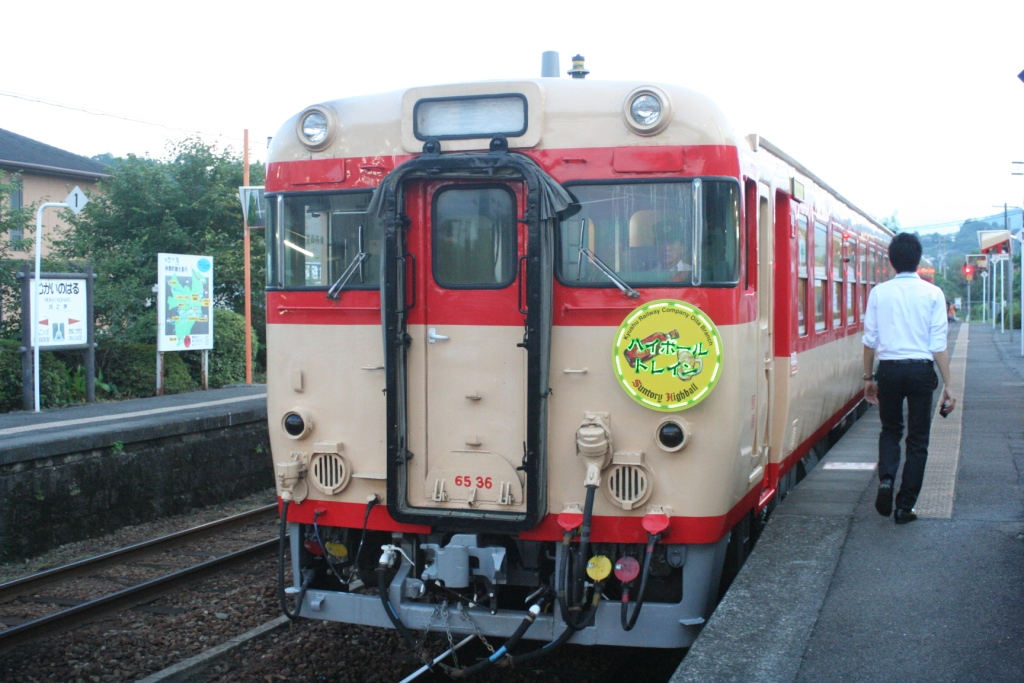
停車中の列車（2010年8月）

## 利用状況
1965年（昭和40年）度には乗車人員が511,451人（定期外:66,039人、定期:445,412人）、降車人員が512,199人で、手荷物（発送:334個、到着:264個）や小荷物（発送:1,612個、到着:2,231個）も取り扱っていた。
2015年（平成27年）度の乗車人員は232,981人（定期外:59,602人、定期:173,379人）、降車人員は234,517人である。
※1日平均乗車人員の数値は各年度版「大分県統計年鑑」による年間乗車人員の値を各年度の日数で割った値。
| 年度               | 年間 乗車人員 | 定期外 乗車人員 | 定期 乗車人員 | 一日平均 乗車人員 | 年間 降車人員 | 出典              |
| ------------------ | ------------- | --------------- | ------------- | ----------------- | ------------- | ----------------- |
| 1965年（昭和40年） | 511,451       | 66,039          | 445,412       | -                 | 512,199       | [ 21 ]            |
| -                  | -             | -               | -             | -                 | -             | -                 |
| 1990年（平成2年）  | 226,958       | 83,353          | 143,605       | -                 | 225,349       | [ 23 ]            |
| 1991年（平成3年）  | 228,867       | 87,275          | 141,592       | -                 | 228,660       | [ 24 ]            |
| 1992年（平成4年）  | 222,679       | 84,038          | 138,641       | -                 | 222,278       | [ 25 ]            |
| 1993年（平成5年）  | 224,198       | 80,017          | 144,181       | -                 | 220,357       | [ 26 ]            |
| 1994年（平成6年）  | 239,124       | 80,552          | 158,572       | -                 | 236,502       | [ 27 ]            |
| 1995年（平成7年）  | 256,767       | 83,029          | 173,738       | -                 | 253,656       | [ 28 ]            |
| 1996年（平成8年）  | 264,394       | 78,283          | 186,111       | -                 | 270,771       | [ 29 ]            |
| 1997年（平成9年）  | 256,182       | 73,243          | 182,939       | -                 | 261,828       | [ 30 ]            |
| 1998年（平成10年） | 241,378       | 71,885          | 169,493       | -                 | 244,981       | [ 31 ]            |
| 1999年（平成11年） | 226,452       | 68,613          | 157,839       | -                 | 231,936       | [ 32 ]            |
| 2000年（平成12年） | 211,978       | 64,936          | 147,042       | 581               | 212,293       | [ 33 ]            |
| 2001年（平成13年） | 211,517       | 61,759          | 149,758       | 580               | 214,086       | [ 34 ]            |
| 2002年（平成14年） | 208,172       | 63,179          | 144,993       | 570               | 209,394       | [ 35 ]            |
| 2003年（平成15年） | 214,455       | 63,568          | 150,887       | 588               | 215,460       | [ 36 ]            |
| 2004年（平成16年） | 218,646       | 63,942          | 154,704       | 599               | 220,306       | [ 37 ]            |
| 2005年（平成17年） | 227,906       | 64,835          | 163,071       | 624               | 228,995       | [ 38 ]            |
| 2006年（平成18年） | 222,722       | 62,851          | 159,871       | 610               | 224,264       | [ 39 ]            |
| 2007年（平成19年） | 228,689       | 60,219          | 168,470       | 625               | 231,426       | [ 40 ]            |
| 2008年（平成20年） | 231,749       | 59,644          | 172,105       | 635               | 233,877       | [ 41 ]            |
| 2009年（平成21年） | 217,743       | 56,387          | 161,356       | 597               | 219,385       | [ 42 ] [ 注釈 1 ] |
| 2010年（平成22年） | 220,065       | 55,869          | 164,196       | 603               | 220,627       | [ 44 ] [ 注釈 1 ] |
| 2011年（平成23年） | 212,654       | 53,819          | 158,835       | 581               | 214,222       | [ 45 ] [ 注釈 1 ] |
| 2012年（平成24年） | 208,598       | 53,577          | 155,021       | 572               | 211,152       | [ 46 ] [ 注釈 1 ] |
| 2013年（平成25年） | 213,529       | 56,064          | 157,465       | 585               | 214,691       | [ 47 ] [ 注釈 1 ] |
| 2014年（平成26年） | 212,461       | 54,038          | 158,423       | 582               | 212,932       | [ 48 ] [ 注釈 1 ] |
| 2015年（平成27年） | 232,981       | 59,602          | 173,379       | 637               | 234,517       | [ 22 ] [ 注釈 1 ] |
| 2016年（平成28年） | -             | -               | -             | 609               | -             | [ 49 ]            |
| 2017年（平成29年） | -             | -               | -             | 645               | -             | [ 50 ]            |
| 2018年（平成30年） | -             | -               | -             | 634               | -             | [ 51 ]            |
| 2019年（令和元年） | -             | -               | -             | 645               | -             | [ 52 ]            |
| 2020年（令和02年） | -             | -               | -             | 541               | -             | [ 53 ]            |

## 駅周辺
2002年（平成14年）の駅舎改築後に旧・挾間町の「顔」として駅前広場やトイレなどの再整備に着手し、2003年（平成15年）に完成した。
大分市中心部方面からのバスは向之原駅前で終点となり、庄内・長湯方面とのコミュニティバスと接続している。
- 向原商店街 - 長い間、旧・挾間町の商業の中心地であった[3]。国道210号線の旧道である。
- 由布市役所 挾間庁舎（旧・挾間町役場） - 4村合併で発足した・新挾間村の役場として開設[3]。
- 由布市消防本部・由布市消防署 - 鬼瀬駅近くの旧庁舎から移転
- 由布市健康文化センターはさま未来館（由布市立図書館本館・由布市立挾間公民館からなる複合文化施設）
- 由布市立挾間小学校
- 由布市立挾間中学校
- 大分大学挟間キャンパス（医学部）・大分大学医学部付属病院 - 1978年（昭和53年）に大分医科大学として開学し[3]、2003年（平成15年）10月1日に旧・大分大学と統合[54]
- イオン挾間店・ホームワイド挟間店
- 挾間郵便局
- 大分バス向之原駅バス停・向の原バス停
- 由布市コミュニティバス向原駅バス停
- 竹田市コミュニティバス向之原駅バス停
- 国道210号
- 大分県道516号向之原停車場線 - 駅前から国道210号までをつなぐ一般県道

## 隣の駅
九州旅客鉄道（JR九州）
■久大本線
- 特急「ゆふ」停車駅

鬼瀬駅 - 向之原駅 - 豊後国分駅